# Northampton County (North Carolina)
Northampton County ist ein County im Bundesstaat North Carolina der Vereinigten Staaten. Der Verwaltungssitz (County Seat) ist Jackson, das nach dem siebten Präsidenten der USA, Andrew Jackson, benannt wurde.

## Geographie
Das County liegt im Nordosten von North Carolina, grenzt im Norden an Virginia und hat eine Fläche von 1426 Quadratkilometern, wovon 37 Quadratkilometer Wasserfläche sind. Es grenzt im Uhrzeigersinn an folgende Countys: Hertford County, Bertie County, Halifax County und Warren County.
Northampton County ist in sieben Townships aufgeteilt: Gaston, Garysburg, Jackson, Rich Square, Seaboard und Conway.

## Geschichte
Northampton County wurde 1741 aus Teilen des Bertie County gebildet. Benannt wurde es nach James Crompton, 5. Earl of Northampton.

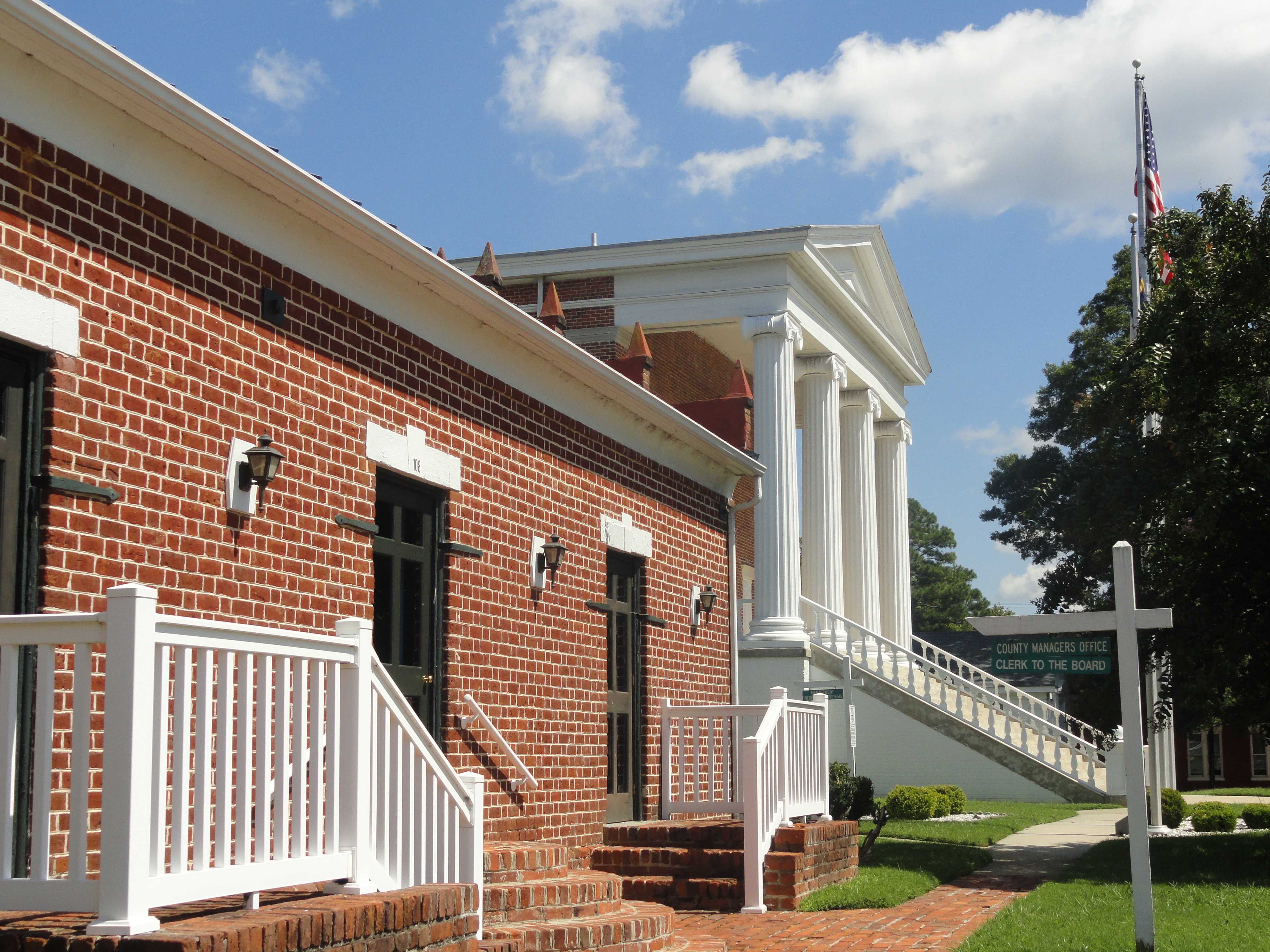
Der Northampton County Courthouse Square (2017) ist einer von 16 Einträgen des Countys im National Register of Historic Places.

16 Bauwerke und Stätten des Countys sind insgesamt im National Register of Historic Places eingetragen (Stand 10. März 2018).

## Demografische Daten
Nach der Volkszählung im Jahr 2000 lebten im Northampton County 22.086 Menschen in 8.691 Haushalten und 5.953 Familien. Die Bevölkerungsdichte betrug 16 Einwohner pro Quadratkilometer. Ethnisch betrachtet setzte sich die Bevölkerung zusammen aus 39,09 Prozent Weißen, 59,43 Prozent Afroamerikanern, 0,32 Prozent amerikanischen Ureinwohnern, 0,09 Prozent Asiaten, 0,05 Prozent Bewohnern aus dem pazifischen Inselraum und 0,39 Prozent aus anderen ethnischen Gruppen; 0,63 Prozent stammten von zwei oder mehr Ethnien ab. 0,73 Prozent der Bevölkerung waren spanischer oder lateinamerikanischer Abstammung.
Von den 8.691 Haushalten hatten 27,7 Prozent Kinder unter 18 Jahren, die bei ihnen lebten. 45,5 Prozent davon waren verheiratete, zusammenlebende Paare, 18,3 Prozent waren allein erziehende Mütter und 31,5 Prozent waren keine Familien. 28,4 Prozent waren Singlehaushalte und in 13,2 Prozent lebten Menschen mit 65 Jahren oder älter. Die Durchschnittshaushaltsgröße betrug 2,44 und die durchschnittliche Familiengröße war 2,99 Personen.
24,3 Prozent der Bevölkerung waren unter 18 Jahre alt. 6,9 Prozent zwischen 18 und 24 Jahre, 26,5 Prozent zwischen 25 und 44 Jahre, 24,9 Prozent zwischen 45 und 64, und 17,4 Prozent waren 65 Jahre alt oder Älter. Das Durchschnittsalter betrug 40 Jahre. Auf alle weibliche Personen kamen 92,0 männliche Personen. Auf alle Frauen im Alter von 18 Jahren oder darüber kamen 88,6 Männer.
Das jährliche Durchschnittseinkommen eines Haushalts betrug 26.652 US-Dollar und das jährliche Durchschnittseinkommen einer Familie betrug 34.648 USD. Männer hatten ein durchschnittliches Einkommen von 27.970 USD gegenüber den Frauen mit 21.183 USD. Das Prokopfeinkommen betrug 15.413 USD. 21,3 Prozent der Bevölkerung und 17,0 Prozent der Familien lebten unterhalb der Armutsgrenze. 29,8 Prozent von ihnen sind Kinder und Jugendliche unter 18 Jahre und 21,5 Prozent sind 65 Jahre oder älter.